# Хиндичет
Хиндичет — посёлок в Абанском районе Красноярского края России. Входит в состав Покатеевского сельсовета.

## География
Посёлок находится в восточной части района, на правом берегу реки Бирюса, вблизи места впадения в неё реки Хиндичет, на расстоянии приблизительно 88 километров (по прямой) к востоку-северо-востоку (ENE) от посёлка Абан, административного центра района. Абсолютная высота — 189 метров над уровнем моря.

## Население
| 1989 | 2002 | 2010 |
| ---- | ---- | ---- |
| 287  | ↘205 | ↘177 |

Гендерный состав
По данным Всероссийской переписи населения 2010 года 92 мужчины и 85 женщин из 177 чел.
Национальный состав
Согласно результатам переписи 2002 года, в национальной структуре населения русские составляли 92 % из 205 чел.

## Инфраструктура
В посёлке функционируют средняя школа и фельдшерско-акушерский пункт.

## Улицы
Уличная сеть посёлка состоит из одной улицы (ул. Заречная).